# تترامتیل‌اتیلن‌دی‌آمین
تترامتیل‌اتیلن‌دی‌آمین (به انگلیسی: Tetramethylethylenediamine)(به اختصار TMEDA یا TEMED) با فرمول شیمیایی ()C۶H۱۶N۲ یک ترکیب شیمیایی با شناسه پاب‌کم ۱۲۳۳۹۰ است. که جرم مولی آن 116.24 g/mol می‌باشد.
این گونه با جایگزینی چهار هیدروژن آمین با چهار گروه متیل از اتیلن دی آمین بدست می آید. 
این یک مایع بی رنگ است ، اگرچه نمونه های قدیمی اغلب زرد به نظر می رسند. بوی آن به طرز چشمگیری شبیه به رایحه ماهیان پوسیده است.

## در سنتز آلی و معدنی
TMEDA به طور گسترده ای به عنوان یک لیگاند برای یون های فلزی استفاده می شود. این مجموعه با بسیاری از هالیدهای فلزی مجتمع های پایدار تشکیل می دهد ، کلرید روی و یدید مس (I) ، مجتمع هایی را حل می کند که در حلال های آلی محلول هستند. در چنین مجتمع هایی ، TMEDA به عنوان یک لیگاند دو طرفه عمل می کند.
TMEDA به یونهای لیتیوم میل دارد. هنگامی که با n-butyllithium مخلوط می شود ، اتمهای نیتروژن TMEDA با لیتیوم هماهنگ می شوند ، و خوشه ای از واکنش بالاتر از tetramer یا hexamer که n-butyllithium به طور معمول تصویب می کند ، تشکیل می شود. BuLi / TMEDA قادر است بسیاری از بسترها از جمله بنزن ، فوران ، تیوفن ، N-alkylpyrroles و فروسن را فلز یا حتی دو برابر فلز كند. بسیاری از مجتمع های آلی فلزی آنیونی به عنوان مجتمع های {\displaystyle {\ce {[li(tmede)2]+}}} آنها جدا شده اند. [4] در چنین مجتمع هایی {\displaystyle {\ce {[li(tmede)2]+}}} مانند نمک آمونیوم کواترنر رفتار می کند ، مانند {\displaystyle {\ce {[NEt4]+}}}
همچنین لازم به ذکر است که s-BuLi / TMEDA نیز ترکیبی مفید در سنتز آلی است. استفاده از این در مواردی مفید است که آنیون n-بوتیل به دلیل ماهیت هسته ای ضعیف قادر به افزودن به ماده اولیه باشد. همانطور که در بالا ذکر شد ، TMEDA در این حالت همچنان قادر به تشکیل یک مجموعه فلزی با Li است.

## استفاده های دیگر
TEMED همراه با سولفات آمونیوم برای کاتالیز کردن پلیمریزاسیون آکریل آمید در هنگام ساخت ژل های پلی آکریل آمید ، مورد استفاده در الکتروفورز ژل ، برای جداسازی پروتئین ها یا اسیدهای نوکلئیک استفاده می شود. اگرچه مقادیر استفاده شده در این روش ممکن است از روشی به روش دیگر متفاوت باشد ، 0.1-0.2٪ v / v TEMED یک محدوده "سنتی" است. TEMED همچنین می تواند یکی از اجزای پیشرانه های فشار خون باشد.